# Megalomma monoculata
Megalomma monoculata är en ringmaskart som beskrevs av Hartmann-Schröder 1965. Megalomma monoculata ingår i släktet Megalomma och familjen Sabellidae. Inga underarter finns listade i Catalogue of Life.